# Crato e Mártires, Flor da Rosa e Vale do Peso
Crato e Mártires, Flor da Rosa e Vale do Peso (oficialmente: União das Freguesias de Crato e Mártires, Flor da Rosa e Vale do Peso) é uma freguesia portuguesa do município de Crato, com 254,56 km² de área e 2002 habitantes (censo de 2021). A sua densidade populacional é 7,9 hab./km².

## História
Foi constituída em 2013, no âmbito de uma reforma administrativa nacional, pela agregação das antigas freguesias de Crato e Mártires, Flor da Rosa e Vale do Peso e tem a sede em Crato e Mártires.
Para conhecer a história destas freguesias, outrora pertencentes ao Priorado do Crato, cabeça da Ordem de Malta em Portugal, consultar a obra "A Cruz da Ordem de Malta nos Brasões Autárquicos Portugueses", de António Brandão de Pinho.

## Demografia
A população registada nos censos foi:
| Distribuição da População por Grupos Etários | Distribuição da População por Grupos Etários | Distribuição da População por Grupos Etários | Distribuição da População por Grupos Etários | Distribuição da População por Grupos Etários | Distribuição da População por Grupos Etários |
| -------------------------------------------- | -------------------------------------------- | -------------------------------------------- | -------------------------------------------- | -------------------------------------------- | -------------------------------------------- |
| Antes da agregação                           |                                              |                                              |                                              |                                              |                                              |
| Ano                                          | 0-14 anos                                    | 15-24 anos                                   | 25-64 anos                                   | >= 65 anos                                   | Total                                        |
| 2001                                         | 283                                          | 263                                          | 1146                                         | 784                                          | 2476                                         |
| 2011                                         | 245                                          | 189                                          | 1071                                         | 693                                          | 2198                                         |
| Após a agregação                             |                                              |                                              |                                              |                                              |                                              |
| Ano                                          | 0-14 anos                                    | 15-24 anos                                   | 25-64 anos                                   | >= 65 anos                                   | Total                                        |
| 2021                                         | 212                                          | 162                                          | 925                                          | 703                                          | 2002                                         |